# Урбану Таваріш Родрігіш
Урба́ну Тава́ріш Родрі́ґіш порт. Urbano Tavares Rodrigues; 6 грудня 1923, Лісабон — 9 серпня 2013, там же) — португальський письменник, професор літератури, літературознавець; лауреат багатьох літературних премій.
Дружина — португальська письменниця Марія Жудіт де Карвалью.

## З життєпису
Урбану Таваріш Родрігіш народився в Лісабоні 6 грудня 1923 року в родині великих землевласників Мори (Алентежу).
Початкову школу відвідував у Морі. Після переїзду до Лісабона він вступив до ліцею Камойнша (Liceu Camões), де був однокурсником Луїса Ліндлі Сінтри та Антоніу, брата Вашку Гонсалвіша.
Він закінчив філологічний факультет Лісабонського університету, де вивчав романську філологію. З юності товаришував з Маріу Суарешом, хоча їхні політичні погляди не завжди збігалися.
Родрігіш був активістом, що перебував в опозиції до авторитарного режиму Іштаду Нову, і це ускладнювало йому роботу вчителя. Він завжди був пов'язаний з Португальською компартією. Деякий час провів у в'язниці в Кашіаші й тривалий час перебував на вигнанні у Франції.
Саме у Франції, в Парижі Урбану Родрігіш познайомився з деякими інтелектуалами 1950-х, зокрема з Альбером Камю, з яким заприятелював. У цей час він викладав португальську у французьких університетах Монпельє, Ексу та Сорбонні в Парижі.
Повернувся до Португалії після відновлення свободи висловлювань і демократії 25 квітня 1974 року.
1984 року здобув ступінь доктора літератури за дисертацію на тему творчості Мануела Тейшейри Гоміша.
У 1993 році звільнився з філфаку Лісабонського університету як дійсний професор.
Родрігіш дописував у різні часописи та газети, як португальські, так і французькі, в тому числі Bulletin des Études Portugaises, Colóquio-Letras, Jornal de Letras, Vértice і Nouvel Ovservateur. Він був редактором рецензії «Європа» й театральним критиком журналів O Século і Diário de Lisboa. Разом з Фігейреду Субралом був співзасновником видавничого дому Minotauro, що публікував однойменний журнал.
Родрігеш був членом Лісабонської академії наук та Академії бразильської літератури. Він здобув численні літературні премії, зокрема Премію Рікарду Малєйруша, премію Португальської спілки літературних критиків, премію «Культурна преса» і Велику премію Камілу Кастелу Бранку.
Урбану Таваріш Родрігіш помер у шпиталі капуцинів у Лісабоні 9 серпня 2013 року.

## Вибрана бібліографія
Романи
- 1961; 2003 — Os Insubmissos
- 1962; 1982 — Exílio Perturbado
- 1966; 1988 — Imitação da Felicidade
- 1967; 1974 — Despedidas de Verão
- 1968 — Tempo de Cinzas
- 1974; 1999 — Dissolução
- 1979; 1986 — Desta Água Beberei
- 1986; 1987 — A Vaga de Calor
- 1989 — Filipa nesse Dia
- 1991 — Violeta e a Noite
- 1993 — Deriva
- 1995 — A Hora da Incerteza
- 1997 — O Ouro e o Sonho
- 1998 — O Adeus à Brisa
- 2000 — O Supremo Interdito
- 2002 — Nunca Diremos quem sois
- 2006 — Ao contrário das Ondas

Подорожі
- 1949 — Santiago de Compostela
- 1956 — Jornadas no Oriente
- 1958 — Jornadas na Europa
- 1963 — De Florença a Nova Iorque
- 1973 — Viagem à União Soviética e Outras Páginas
- 1973 — Redescoberta da França
- 1976 — Registos de Outono Quente
- 1999 — Agosto no Cairo: 1956

Есеї
- 1950 — Manuel Teixeira Gomes
- 1954 — Présentation de castro Alves
- 1957 — O Tema da Morte na Moderna Poesia Portuguesa
- 1960; 1981 — O Mito de Don Juan
- 1960 — Teixeira Gomes e a Reacção Antinaturalista
- 1961 — Noites de Teatro
- 1962; 2001 — O Algarve na Obra de Teixeira Gomes
- 1964 — O Romance Francês Contemporâneo
- 1966; 1978 — O Tema da Morte: Ensaios
- 1966; 1978 — Realismo, Arte de Vanguarda e Nova Cultura
- 1968 — A Saudade na Poesia Portuguesa
- 1969 — Escritos Temporais
- 1971; 2001 — Ensaios de Escreviver
- 1977 — Ensaios de Após-Abril
- 1980 — O Gosto de Ler
- 1981 — Um Novo Olhar sobre o Neo-Realismo
- 1984 — Manuel Teixeira Gomes: O Discurso do Desejo
- 1993 — A Horas e Desoras
- 1994 — Tradição e ruptura
- 1995 — O Homem sem Imagem
- 2001 — O Texto sobre o Texto
- 2003 — A Flor da Utopia

## Нагороди і відзнаки
- 1958 — премія Рікардо Малейроса
- 1966 — Премія «Культурна преса»
- 1982 — Премія Акіліно Рібейро
- 1986 — Премія Португальської спілки літературних критиків
- 1991 — Премія Фернандо Намори
- 1993 — Премія «Гіацинт» Прадо Коельо
- 1994 — Великий Хрест ордена інфанта дона Енріке
- 2002 — Велика премія «Літературне життя»
- 2003 — Велика премія Каміло Кастело Бранко
- 2008 — Великий Хрест ордена Сантьяго
- Орден Почесного легіону
- Премія «Критика»

## Ушанування
- 2012 року Національна спілка викладачів і заснувала щорічну Літературну премію Урбану Таваріша Родрігіша, призначену для викладачів;
- У Національній бібліотеці Португалії з 1 квітня по 28 червня 2014 року діяла виставка, присвячена Родрігішові й названа за його твором O homem sem Imagem («Людина без образу»);
- Іменем Родрігішв названо міську бібліотеку в Морі і залу міської бібліотеки у Сілвеші.

## Український переклад
Декілька повістей Урбану Таваріша Родрігіша («Чорний карнавал». «Ерзац щастя». «Досвітні птахи») побачили світ українською в перекладі А. Перепаді в 1984 році (Родрігес У. Досвітні птахи. Повісті. Переклад з португальської А. Перепаді. Київ: «Молодь», 1984, 192 с.).